# Braunsia comosa
Braunsia comosa är en stekelart som beskrevs av Günther Enderlein 1920. Braunsia comosa ingår i släktet Braunsia och familjen bracksteklar. Inga underarter finns listade.